# UEFA Women's Nations League 2023/24
De UEFA Women's Nations League 2023/24 was de eerste editie van dit voetbalkampioenschap in het vrouwenvoetbal. Aan het toernooi namen 51 lidstaten van de UEFA deel. De competitie begon op 22 september 2023 met de groepsfase en eindigde op 28 februari 2024 met de play-offs. Op dit toernooi waren ook plekken te verdienen voor de Olympische Zomerspelen 2024 en werden de resultaten gebruikt om de opzet van het kwalificatietoernooi voor het Europees kampioenschap voetbal vrouwen 2025 te bepalen. Spanje won de eerste editie van dit toernooi, door in de finaleronde met 2–0 van Frankrijk te winnen.

## Opzet
De UEFA Women's Nations League begon met de groepsfase, waarbij de 51 deelnemende landen werden onderverdeeld in drie divisies (A, B en C) op basis van de rangschikking op de UEFA-coëfficiëntenranglijst. De divisies A en B bestonden uit 16 landen, die verdeeld waren in vier groepen van vier landen. Divisie C bestond uit de overige landen, die zijn onderverdeeld waren groepen van drie of vier landen.
Alle landen speelden in hun groep een thuis- en uitwedstrijd tegen elkaar. De vier groepswinnaars van divisie A (Nederland, Frankrijk, Duitsland en Spanje) kwalificeerden zich voor de finaleronde waarin de halve finales, een play-off om de derde plaats en een finale werden gespeeld. Via een open loting werd bepaald welke landen tegen elkaar speelden in de halve finale, waarbij ook werd bepaald welke landen de play-off om de derde plek en de finale tegen elkaar speelden. De twee beste landen van de finaleronde, met uitzondering van Frankrijk, kwalificeerden zich voor de Olympische Zomerspelen 2024. Echter zijn Engeland, Schotland, Wales geen lid van het IOC. In overeenstemming met de FIFA en de andere landen van het Verenigd Koninkrijk werd bepaald dat de resultaten van Engeland werden meegeteld om een kwalificatieplaats namens het Brits olympisch elftal af te dwingen voor de Olympische Spelen. De resultaten van Schotland en Wales werden dan niet meegenomen. Echter zijn speelsters uit Schotland, Wales (en Noord-Ierland) wel speelgerechtigd voor het Brits olympisch elftal, in het geval van kwalificatie. Doordat Engeland als tweede in hun groep eindigde, kwalificeerde het land zich niet voor de finaleronde en daarmee plaatste het zich ook niet voor de Olympische Spelen.
De competitie bevatte na afloop van de groepsfase ook play-offs om promotie en degradatie, welke van invloed waren bij het kwalificatietoernooi voor het Europees kampioenschap voetbal vrouwen 2025, waarbij een soortgelijke competitieopzet werd gebruikt. De groepswinnaars van divisies B en C promoveerden naar een hogere divisie, terwijl de nummers vier uit divisies A en B samen met de laagst gerangschikte nummer drie uit divisie B degradeerden naar een lagere divisie. De wedstrijden om promotie en degradatie werden ook in thuis- en uitwedstrijden gespeeld, identiek aan de finaleronde van de Nations League. De winnaars promoveerden naar een hogere divisie, de verliezers degradeerden naar een lagere divisie. De nummers drie uit divisie A speelden tegen de nummers twee uit divisie B, terwijl de drie beste nummers drie uit divisie B speelden tegen de drie beste nummers twee uit divisie C. De landen uit een hogere divisie hadden een geplaatste status en speelden de eerste wedstrijd uit. In de twee onderlinge wedstrijden was het team met de meeste doelpunten de winnaar. Bij een gelijkspel werd er een verlenging gespeeld, de uitdoelpuntenregel werd niet toegepast. Als er na de verlenging nog steeds een gelijkspel was, werden er strafschoppen genomen om te bepalen wie de winnaar was.

### Beslissingscriteria voor de groepsfase
Wanneer er twee of meerdere teams in een groep na afloop van de groepsfase hetzelfde aantal punten hebben, wordt naar onderstaande criteria gekeken:
1. Het aantal behaalde punten in de onderlinge wedstrijden tussen de gelijke teams;
2. Het doelsaldo in onderlinge wedstrijden gespeeld tussen de gelijke teams;
3. Het aantal gescoorde doelpunten in de onderlinge wedstrijden tussen de gelijke teams;
4. Indien er na toepassing van criteria 1 tot 3 er nog steeds geen onderling verschil is, worden criteria 1 tot 3 uitsluitend opnieuw toegepast op de wedstrijden tussen de teams in kwestie om hun definitieve rangschikking te bepalen.[a] Wanneer er dan nog steeds geen verschil is, wordt gekeken naar criteria 5 tot 11:
5. Het doelsaldo in alle groepswedstrijden;
6. Het aantal doelpunten in alle groepswedstrijden;
7. Het aantal uitdoelpunten in alle groepswedstrijden;
8. Het aantal overwinningen in alle groepswedstrijden;
9. Het aantal uitoverwinningen in alle groepswedstrijden;
10. Lager disciplinair puntentotaal in alle groepswedstrijden (1 punt voor een gele kaart, 3 punten voor een rode kaart als gevolg van twee gele kaarten, 3 punten voor een directe rode kaart, 4 punten voor een gele kaart gevolgd door een directe rode kaart).
11. Positie in de UEFA-coëfficiëntenranglijst.

Opmerkingen
1. ↑  Wanneer er twee of meerdere teams gelijk in punten zijn, worden criteria 1 tot en met 3 toegepast. Nadat deze criteria zijn toegepast, kunnen ze de positie bepalen van enkele van de betrokken teams, maar niet van alle. Als er bijvoorbeeld drie punten gelijk zijn, kan de toepassing van de eerste drie criteria alleen de gelijke stand voor een van de teams bepalen, waardoor de andere twee teams nog steeds gelijk staan. In dit geval wordt de beslissingscriteria vanaf het begin hervat voor de teams die nog steeds gelijk staan.

### Beslissingscriteria voor rangschikking Nations League
De criteria voor de rangschikking van de Nations League is als volgt:
1. Positie in de groep;
2. Het aantal punten;
3. Het doelsaldo;
4. Het aantal gescoorde doelpunten;
5. Het aantal gescoorde doelpunten in uitwedstrijden;
6. Het aantal overwinningen;
7. Het aantal overwinningen in uitwedstrijden;
8. Lager disciplinair puntentotaal (1 punt voor een gele kaart, 3 punten voor een rode kaart als gevolg van twee gele kaarten, 3 punten voor een directe rode kaart, 4 punten voor een gele kaart gevolgd door een directe rode kaart).
9. Positie in de UEFA-coëfficiëntenranglijst.

Voor de eindrangschikking in divisie C, welke bestaat uit groepen van drie of vier landen, tellen de resultaten tegen de nummers vier uit de groepen niet mee. De eindrangschikking van de vier beste teams uit divisie A wordt bepaald door hun resultaten in de finaleronde.

### Beslissingscriteria voor totale eindrangschikking Nations League
De criteria voor de totale eindrangschikking van de Nations League is als volgt:
1. De nummers 1 tot en met 16 bestaan uit landen uit divisie A, volgens de ranglijst in hun groep;
2. De nummers 17 tot en met 32 bestaan uit landen uit divisie B, volgens de ranglijst in hun groep;
3. De nummers 33 tot en met 51 bestaan uit landen uit divisie C, volgens de ranglijst in hun groep.

## Speeldata
De wedstrijden in de Nations League worden tussen september 2023 en februari 2024 gespeeld. Eerst zal de groepsfase worden afgewerkt, waarna aan het einde de finaleronde en wedstrijden om promotie en degradatie tegelijk zullen worden gespeeld. Onderstaand schema is voor het seizoen 2023/24 van de Nations League.
| Periode                               | Ronde                       | Wedstrijddata                 |
| ------------------------------------- | --------------------------- | ----------------------------- |
| Groepsfase                            | Speeldag 1                  | 21–22 september 2023          |
| Groepsfase                            | Speeldag 2                  | 26 september 2023             |
| Groepsfase                            | Speeldag 3                  | 26–27 oktober 2023            |
| Groepsfase                            | Speeldag 4                  | 31 oktober 2023               |
| Groepsfase                            | Speeldag 5                  | 30 november – 1 december 2023 |
| Groepsfase                            | Speeldag 6                  | 5 december 2023               |
| Finaleronde                           | Halve finales               | 21–28 februari 2024           |
| Finaleronde                           | Play-off om de derde plaats | 21–28 februari 2024           |
| Finaleronde                           | Finale                      | 21–28 februari 2024           |
| Wedstrijden om promotie en degradatie | Heenwedstrijd               | 21–28 februari 2024           |
| Wedstrijden om promotie en degradatie | Terugwedstrijd              | 21–28 februari 2024           |

## Deelnemende landen

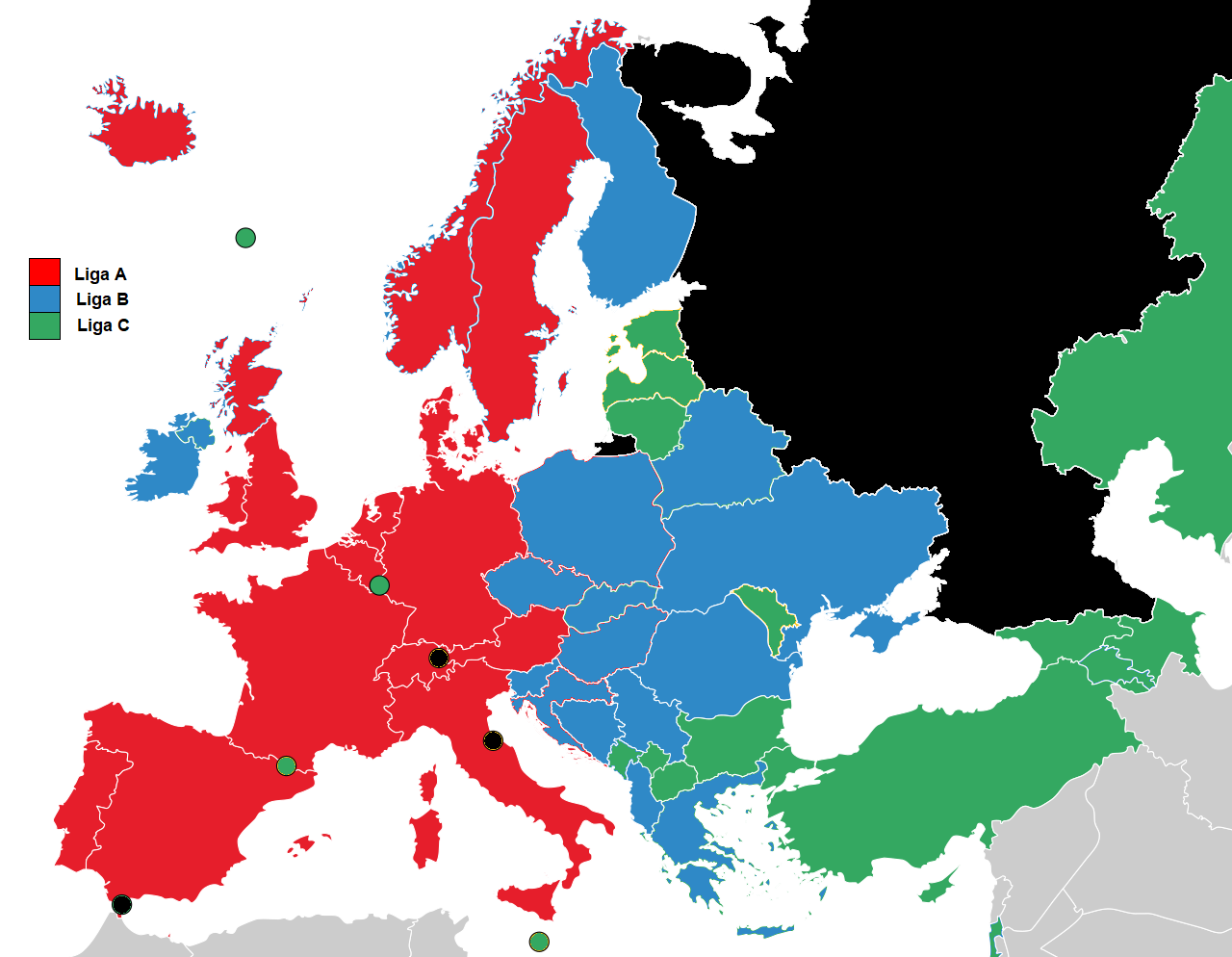
Landen in divisie A
Landen in divisie B
Landen in divisie C
Uitgesloten van deelname of nemen niet deel aan de competitie

Alle 55 landen die bij de UEFA aangesloten zijn konden zich tot uiterlijk 23 maart 2023 inschrijven voor deelname, waarbij ze ook tegelijkertijd automatisch deelnemen aan de kwalificatiewedstrijden voor het Europees kampioenschap voetbal vrouwen 2025. In totaal nemen 51 landen deel aan de competitie. Rusland was uitgesloten van deelname, omdat de UEFA en FIFA alle Russische teams sinds 28 februari 2022 hebben geschorst van deelname aan internationale wedstrijden vanwege de Russische invasie van Oekraïne in februari 2022. Gibraltar, Liechtenstein en San Marino schreven zich niet in voor deelname.

### Loting
De loting voor de groepsfase vond op 2 mei 2023 om 13.00 (UTC+2) plaats op het UEFA-hoofdkantoor in Nyon, Zwitserland. Op basis van hun UEFA-coëfficiëntenrangschikking werden de 51 landen verdeeld over drie divisies (A, B en C). De landen werden onderverdeeld in vier groepen van vier landen in divisies A en B en drie groepen van vijf en één groep van vier landen in divisie C. Om politieke redenen konden Armenië en Azerbeidzjan (vanwege het Nagorno-Karabach conflict) en Wit-Rusland en Oekraïne (vanwege de betrokkenheid van Wit-Rusland bij de Russische invasie van Oekraïne) niet in dezelfde groep worden geloot. Vanwege de winterse omstandigheden mag een groep in divisie A maar één combinatie van Zweden, Noorwegen en/of IJsland bevatten, en in divisie C maximaal twee combinaties van Estland, de Faeröer, Letland en Litouwen in een groep bevatten. Om verre reisafstanden zoveel mogelijk te beperken kon alleen Andorra, de Faeröer of Malta in een groep met Kazachstan worden geloot.
| Pot | Land        | Coëff  | Rang |
| --- | ----------- | ------ | ---- |
| 1   | Engeland    | 46,178 | 1    |
| 1   | Duitsland   | 43,043 | 2    |
| 1   | Frankrijk   | 42,584 | 3    |
| 1   | Zweden      | 40,823 | 4    |
| 2   | Spanje      | 40,472 | 5    |
| 2   | Nederland   | 39,910 | 6    |
| 2   | Noorwegen   | 38,715 | 7    |
| 2   | Denemarken  | 37,535 | 8    |
| 3   | Italië      | 36,455 | 9    |
| 3   | België      | 34,794 | 10   |
| 3   | Oostenrijk  | 33,963 | 11   |
| 3   | IJsland     | 33,348 | 12   |
| 4   | Zwitserland | 33,101 | 13   |
| 4   | Wales       | 29,942 | 15   |
| 4   | Portugal    | 29,744 | 16   |
| 4   | Schotland   | 29,335 | 17   |

| Pot | Land                  | Coëff  | Rang |
| --- | --------------------- | ------ | ---- |
| 1   | Ierland               | 28,877 | 18   |
| 1   | Polen                 | 28,458 | 19   |
| 1   | Tsjechië              | 27,508 | 20   |
| 1   | Finland               | 26,757 | 21   |
| 2   | Servië                | 26,517 | 22   |
| 2   | Slovenië              | 26,445 | 23   |
| 2   | Noord-Ierland         | 25,711 | 24   |
| 2   | Roemenië              | 24,877 | 25   |
| 3   | Oekraïne              | 24,359 | 26   |
| 3   | Bosnië en Herzegovina | 23,091 | 27   |
| 3   | Slowakije             | 19,213 | 28   |
| 3   | Hongarije             | 18,552 | 29   |
| 4   | Griekenland           | 17,556 | 30   |
| 4   | Kroatië               | 17,523 | 31   |
| 4   | Wit-Rusland           | 16,890 | 32   |
| 4   | Albanië               | 16,826 | 33   |

| Pot | Land            | Coëff  | Rang |
| --- | --------------- | ------ | ---- |
| 1   | Malta           | 16,021 | 34   |
| 1   | Israël          | 15,543 | 35   |
| 1   | Azerbeidzjan    | 14,876 | 36   |
| 1   | Turkije         | 14,865 | 37   |
| 1   | Noord-Macedonië | 14,483 | 38   |
| 2   | Kosovo          | 14,226 | 39   |
| 2   | Montenegro      | 12,668 | 40   |
| 2   | Luxemburg       | 12,051 | 41   |
| 2   | Estland         | 9,750  | 42   |
| 2   | Moldavië        | 9,654  | 43   |
| 3   | Litouwen        | 9,649  | 44   |
| 3   | Kazachstan      | 8,662  | 45   |
| 3   | Letland         | 8,543  | 46   |
| 3   | Bulgarije       | 8,200  | 47   |
| 3   | Cyprus          | 8,032  | 48   |
| 4   | Faeröer         | 7,020  | 49   |
| 4   | Georgië         | 6,977  | 50   |
| 4   | Armenië         | 6,500  | 51   |
| 4   | Andorra         | 1,958  | 52   |

| Land          | Coëff | Rang |
| ------------- | ----- | ---- |
| Gibraltar     | 0     | —    |
| Liechtenstein | 0     | —    |
| San Marino    | 0     | —    |

| Land    | Coëff  | Rang |
| ------- | ------ | ---- |
| Rusland | 32,203 | 14   |

## Divisie A
Groep 1
| Pos | Team          | Wed | W | G | V | Ptn | DV | DT | +/− | Kwalificatie of degradatie                |
| --- | ------------- | --- | - | - | - | --- | -- | -- | --- | ----------------------------------------- |
| 1   | Nederland     | 6   | 4 | 0 | 2 | 12  | 14 | 6  | +8  | Geplaatst voor de finaleronde             |
| 2   | Engeland      | 6   | 4 | 0 | 2 | 12  | 15 | 8  | +7  |                                           |
| 3   | België (O)    | 6   | 2 | 2 | 2 | 8   | 7  | 10 | −3  | Kwalificatie voor de degradatie play-offs |
| 4   | Schotland (R) | 6   | 0 | 2 | 4 | 2   | 3  | 15 | −12 | Gedegradeerd naar divisie B               |

1. 1 2  Gelijke stand op onderling aantal punten, doelsaldo en gescoorde doelpunten. Gerangschikt op totale doelsaldo: Nederland +8, Engeland +7.

Groep 2
| Pos | Team          | Wed | W | G | V | Ptn | DV | DT | +/− | Kwalificatie of degradatie                |
| --- | ------------- | --- | - | - | - | --- | -- | -- | --- | ----------------------------------------- |
| 1   | Frankrijk     | 6   | 5 | 1 | 0 | 16  | 9  | 1  | +8  | Geplaatst voor de finaleronde             |
| 2   | Oostenrijk    | 6   | 3 | 1 | 2 | 10  | 7  | 8  | −1  |                                           |
| 3   | Noorwegen (O) | 6   | 1 | 2 | 3 | 5   | 9  | 8  | +1  | Kwalificatie voor de degradatie play-offs |
| 4   | Portugal (R)  | 6   | 1 | 0 | 5 | 3   | 5  | 13 | −8  | Gedegradeerd naar divisie B               |

Groep 3
| Pos | Team        | Wed | W | G | V | Ptn | DV | DT | +/− | Kwalificatie of degradatie                |
| --- | ----------- | --- | - | - | - | --- | -- | -- | --- | ----------------------------------------- |
| 1   | Duitsland   | 6   | 4 | 1 | 1 | 13  | 14 | 3  | +11 | Geplaatst voor de finaleronde             |
| 2   | Denemarken  | 6   | 4 | 0 | 2 | 12  | 10 | 6  | +4  |                                           |
| 3   | IJsland (O) | 6   | 3 | 0 | 3 | 9   | 4  | 8  | −4  | Kwalificatie voor de degradatie play-offs |
| 4   | Wales (R)   | 6   | 0 | 1 | 5 | 1   | 4  | 15 | −11 | Gedegradeerd naar divisie B               |

Groep 4
| Pos | Team            | Wed | W | G | V | Ptn | DV | DT | +/− | Kwalificatie of degradatie                |
| --- | --------------- | --- | - | - | - | --- | -- | -- | --- | ----------------------------------------- |
| 1   | Spanje          | 6   | 5 | 0 | 1 | 15  | 23 | 9  | +14 | Geplaatst voor de finaleronde             |
| 2   | Italië          | 6   | 3 | 1 | 2 | 10  | 8  | 5  | +3  |                                           |
| 3   | Zweden (O)      | 6   | 2 | 1 | 3 | 7   | 8  | 10 | −2  | Kwalificatie voor de degradatie play-offs |
| 4   | Zwitserland (R) | 6   | 1 | 0 | 5 | 3   | 2  | 17 | −15 | Gedegradeerd naar divisie B               |

### Finaleronde
|  | Halve finales            | Halve finales |                       |   | Finale | Finale |
|  |                          |               |                       |   |        |        |
|  | 23 februari – Sevilla    |               |                       |   |        |        |
|  |                          |               |                       |   |        |        |
|  | Spanje                   | 3             |                       |   |        |        |
|  | Spanje                   | 3             | 28 februari – Sevilla |   |        |        |
|  | Nederland                | 0             |                       |   |        |        |
|  | Nederland                | 0             | Spanje                | 2 |        |        |
|  | 23 februari – Lyon       |               | Spanje                | 2 |        |        |
|  |                          | Frankrijk     | 0                     |   |        |        |
|  | Frankrijk                | Frankrijk     | 0                     | 2 |        |        |
|  | Frankrijk                |               |                       | 2 |        |        |
|  | Duitsland                | 1             |                       |   |        |        |
|  | Duitsland                | 1             | Troostfinale          |   |        |        |
|  |                          |               |                       |   |        |        |
|  | 28 februari – Heerenveen |               |                       |   |        |        |
|  |                          |               |                       |   |        |        |
|  | Nederland                | 0             |                       |   |        |        |
|  | Nederland                | 0             |                       |   |        |        |
|  | Duitsland                | 2             |                       |   |        |        |

## Divisie B
Groep 1
| Pos | Team              | Wed | W | G | V | Ptn | DV | DT | +/− | Kwalificatie of degradatie                |
| --- | ----------------- | --- | - | - | - | --- | -- | -- | --- | ----------------------------------------- |
| 1   | Ierland (P)       | 6   | 6 | 0 | 0 | 18  | 20 | 2  | +18 | Promotie naar divisie A                   |
| 2   | Hongarije         | 6   | 2 | 2 | 2 | 8   | 11 | 9  | +2  | Kwalificatie voor de promotie play-offs   |
| 3   | Noord-Ierland (O) | 6   | 2 | 1 | 3 | 7   | 9  | 13 | −4  | Kwalificatie voor de degradatie play-offs |
| 4   | Albanië (R)       | 6   | 0 | 1 | 5 | 1   | 2  | 18 | −16 | Gedegradeerd naar divisie C               |

Groep 2
| Pos | Team          | Wed | W | G | V | Ptn | DV | DT | +/− | Kwalificatie of degradatie                |
| --- | ------------- | --- | - | - | - | --- | -- | -- | --- | ----------------------------------------- |
| 1   | Finland (P)   | 6   | 5 | 1 | 0 | 16  | 18 | 2  | +16 | Promotie naar divisie A                   |
| 2   | Kroatië       | 6   | 3 | 0 | 3 | 9   | 5  | 10 | −5  | Kwalificatie voor de promotie play-offs   |
| 3   | Slowakije (O) | 6   | 2 | 2 | 2 | 8   | 7  | 8  | −1  | Kwalificatie voor de degradatie play-offs |
| 4   | Roemenië (R)  | 6   | 0 | 1 | 5 | 1   | 1  | 11 | −10 | Gedegradeerd naar divisie C               |

Groep 3
| Pos | Team            | Wed | W | G | V | Ptn | DV | DT | +/− | Kwalificatie of degradatie                |
| --- | --------------- | --- | - | - | - | --- | -- | -- | --- | ----------------------------------------- |
| 1   | Polen (P)       | 6   | 5 | 1 | 0 | 16  | 11 | 4  | +7  | Promotie naar divisie A                   |
| 2   | Servië          | 6   | 3 | 1 | 2 | 10  | 10 | 5  | +5  | Kwalificatie voor de promotie play-offs   |
| 3   | Oekraïne (O)    | 6   | 2 | 0 | 4 | 6   | 5  | 7  | −2  | Kwalificatie voor de degradatie play-offs |
| 4   | Griekenland (R) | 6   | 1 | 0 | 5 | 3   | 3  | 13 | −10 | Gedegradeerd naar divisie C               |

Groep 4
| Pos | Team                  | Wed | W | G | V | Ptn | DV | DT | +/− | Kwalificatie of degradatie              |
| --- | --------------------- | --- | - | - | - | --- | -- | -- | --- | --------------------------------------- |
| 1   | Tsjechië (P)          | 6   | 4 | 1 | 1 | 13  | 11 | 4  | +7  | Promotie naar divisie A                 |
| 2   | Bosnië en Herzegovina | 6   | 3 | 2 | 1 | 11  | 8  | 6  | +2  | Kwalificatie voor de promotie play-offs |
| 3   | Slovenië (R)          | 6   | 1 | 3 | 2 | 6   | 4  | 9  | −5  | Gedegradeerd naar divisie C             |
| 4   | Wit-Rusland (R)       | 6   | 0 | 2 | 4 | 2   | 3  | 7  | −4  | Gedegradeerd naar divisie C             |

### Stand nummers drie
| Pos | Grp | Team          | Wed | W | G | V | Ptn | DV | DT | +/− | Kwalificatie of degradatie                |
| --- | --- | ------------- | --- | - | - | - | --- | -- | -- | --- | ----------------------------------------- |
| 1   | B2  | Slowakije     | 6   | 2 | 2 | 2 | 8   | 7  | 8  | −1  | Kwalificatie voor de degradatie play-offs |
| 2   | B1  | Noord-Ierland | 6   | 2 | 1 | 3 | 7   | 9  | 13 | −4  | Kwalificatie voor de degradatie play-offs |
| 3   | B3  | Oekraïne      | 6   | 2 | 0 | 4 | 6   | 5  | 7  | −2  | Kwalificatie voor de degradatie play-offs |
| 4   | B4  | Slovenië      | 6   | 1 | 3 | 2 | 6   | 4  | 9  | −5  | Gedegradeerd naar divisie C               |

## Divisie C
Groep 1
| Pos | Team      | Wed | W | G | V | Ptn | DV | DT | +/− | Promotie of kwalificatie                |
| --- | --------- | --- | - | - | - | --- | -- | -- | --- | --------------------------------------- |
| 1   | Malta (P) | 6   | 5 | 1 | 0 | 16  | 13 | 1  | +12 | Promotie naar divisie B                 |
| 2   | Letland   | 6   | 3 | 1 | 2 | 10  | 17 | 6  | +11 | Kwalificatie voor de promotie play-offs |
| 3   | Andorra   | 6   | 1 | 1 | 4 | 4   | 2  | 17 | −15 |                                         |
| 4   | Moldavië  | 6   | 0 | 3 | 3 | 3   | 4  | 12 | −8  |                                         |

Groep 2
| Pos | Team        | Wed | W | G | V | Ptn | DV | DT | +/− | Promotie of kwalificatie |
| --- | ----------- | --- | - | - | - | --- | -- | -- | --- | ------------------------ |
| 1   | Turkije (P) | 6   | 6 | 0 | 0 | 18  | 16 | 0  | +16 | Promotie naar divisie B  |
| 2   | Litouwen    | 6   | 1 | 2 | 3 | 5   | 4  | 9  | −5  |                          |
| 3   | Luxemburg   | 6   | 1 | 2 | 3 | 5   | 6  | 11 | −5  |                          |
| 4   | Georgië     | 6   | 1 | 2 | 3 | 5   | 5  | 11 | −6  |                          |

1. 1 2 3  Gerangschikt op onderling doelsaldo: Litouwen +1, Luxemburg 0, Georgië −1.

Groep 3
| Pos | Team             | Wed | W | G | V | Ptn | DV | DT | +/− | Promotie of kwalificatie                |
| --- | ---------------- | --- | - | - | - | --- | -- | -- | --- | --------------------------------------- |
| 1   | Azerbeidzjan (P) | 6   | 5 | 1 | 0 | 16  | 9  | 2  | +7  | Promotie naar divisie B                 |
| 2   | Montenegro       | 6   | 4 | 0 | 2 | 12  | 14 | 4  | +10 | Kwalificatie voor de promotie play-offs |
| 3   | Cyprus           | 6   | 2 | 1 | 3 | 7   | 3  | 6  | −3  |                                         |
| 4   | Faeröer          | 6   | 0 | 0 | 6 | 0   | 1  | 15 | −14 |                                         |

Groep 4
| Pos | Team       | Wed | W | G | V | Ptn | DV | DT | +/− | Promotie of kwalificatie |
| --- | ---------- | --- | - | - | - | --- | -- | -- | --- | ------------------------ |
| 1   | Israël (P) | 6   | 5 | 1 | 0 | 16  | 21 | 2  | +19 | Promotie naar divisie B  |
| 2   | Estland    | 6   | 3 | 1 | 2 | 10  | 11 | 11 | 0   |                          |
| 3   | Kazachstan | 6   | 2 | 2 | 2 | 8   | 6  | 5  | +1  |                          |
| 4   | Armenië    | 6   | 0 | 0 | 6 | 0   | 5  | 25 | −20 |                          |

Groep 5
| Pos | Team            | Wed | W | G | V | Ptn | DV | DT | +/− | Promotie of kwalificatie                |
| --- | --------------- | --- | - | - | - | --- | -- | -- | --- | --------------------------------------- |
| 1   | Kosovo (P)      | 4   | 3 | 1 | 0 | 10  | 10 | 2  | +8  | Promotie naar divisie B                 |
| 2   | Bulgarije       | 4   | 1 | 2 | 1 | 5   | 4  | 7  | −3  | Kwalificatie voor de promotie play-offs |
| 3   | Noord-Macedonië | 4   | 0 | 1 | 3 | 1   | 3  | 8  | −5  |                                         |

### Stand nummers twee
| Pos | Grp | Team       | Wed | W | G | V | Ptn | DV | DT | +/− | Kwalificatie                            |
| --- | --- | ---------- | --- | - | - | - | --- | -- | -- | --- | --------------------------------------- |
| 1   | C1  | Letland    | 4   | 2 | 0 | 2 | 6   | 9  | 3  | +6  | Kwalificatie voor de promotie play-offs |
| 2   | C3  | Montenegro | 4   | 2 | 0 | 2 | 6   | 4  | 4  | 0   | Kwalificatie voor de promotie play-offs |
| 3   | C5  | Bulgarije  | 4   | 1 | 2 | 1 | 5   | 4  | 7  | −3  | Kwalificatie voor de promotie play-offs |
| 4   | C4  | Estland    | 4   | 1 | 1 | 2 | 4   | 2  | 9  | −7  |                                         |
| 5   | C2  | Litouwen   | 4   | 0 | 1 | 3 | 1   | 1  | 9  | −8  |                                         |

## Wedstrijden om promotie en degradatie
De wedstrijden om promotie en degradatie werden op 11 december 2023 door middel van een loting bepaald.

### Divisie A vs Divisie B
| Team 1                | Tot.   | Team 2    | 1e wedstr. | 2e wedstr. |
| --------------------- | ------ | --------- | ---------- | ---------- |
| Servië                | 2 – 3  | IJsland   | 1 – 1      | 1 – 2      |
| Hongarije             | 2 – 10 | België    | 1 – 5      | 1 – 5      |
| Bosnië en Herzegovina | 0 – 10 | Zweden    | 0 – 5      | 0 – 5      |
| Kroatië               | 0 – 8  | Noorwegen | 0 – 3      | 0 – 5      |

#### Wedstrijden
|                                |                                   |         |                  |                                                                                           |
| 23 februari 2024 16.00 (UTC+1) | Servië                            | 1 – 1   | IJsland          | Stadion: Sportski centar FSS, Stara Pazova Toeschouwers: 321 Scheidsrechter: Ewa Augustyn |
| 23 februari 2024 16.00 (UTC+1) | Filipović 19' Blagojević 81', 83' | Verslag | 24' Eiríksdóttir | Stadion: Sportski centar FSS, Stara Pazova Toeschouwers: 321 Scheidsrechter: Ewa Augustyn |
| 23 februari 2024 16.00 (UTC+1) |                                   |         |                  | Stadion: Sportski centar FSS, Stara Pazova Toeschouwers: 321 Scheidsrechter: Ewa Augustyn |
| 23 februari 2024 16.00 (UTC+1) |                                   |         |                  | Stadion: Sportski centar FSS, Stara Pazova Toeschouwers: 321 Scheidsrechter: Ewa Augustyn |
|                                |                                   |         |                  |                                                                                           |

| |                                |         |           |                                                                                          |
| 27 februari 2024 14.30 (UTC)                                                                                | IJsland                        | 2 – 1   | Servië    | Stadion: Kópavogsvöllur, Kópavogur Toeschouwers: 798 Scheidsrechter: Marta Huerta de Aza |
| 27 februari 2024 14.30 (UTC)                                                                                | Jónsdóttir 75' Níelsdóttir 86' | Verslag | 6' Poljak | Stadion: Kópavogsvöllur, Kópavogur Toeschouwers: 798 Scheidsrechter: Marta Huerta de Aza |
| 27 februari 2024 14.30 (UTC)                                                                                |                                |         |           | Stadion: Kópavogsvöllur, Kópavogur Toeschouwers: 798 Scheidsrechter: Marta Huerta de Aza |
| 27 februari 2024 14.30 (UTC)                                                                                |                                |         |           | Stadion: Kópavogsvöllur, Kópavogur Toeschouwers: 798 Scheidsrechter: Marta Huerta de Aza |
| IJsland won over twee wedstrijden met een totaalscore van 3 – 2, beide landen blijven in hun eigen divisie. |                                |         |           |                                                                                          |

|                                |            |         |                                                   |                                                                               |
| 23 februari 2024 17.45 (UTC+1) | Hongarije  | 1 – 5   | België                                            | Stadion: Pancho Arena, Felcsút Toeschouwers: 1.113 Scheidsrechter: Alina Peşu |
| 23 februari 2024 17.45 (UTC+1) | Turányi 7' | Verslag | 10', 81' Kees 20', 74' Wullaert 65' Vanhaevermaet | Stadion: Pancho Arena, Felcsút Toeschouwers: 1.113 Scheidsrechter: Alina Peşu |
| 23 februari 2024 17.45 (UTC+1) |            |         |                                                   | Stadion: Pancho Arena, Felcsút Toeschouwers: 1.113 Scheidsrechter: Alina Peşu |
| 23 februari 2024 17.45 (UTC+1) |            |         |                                                   | Stadion: Pancho Arena, Felcsút Toeschouwers: 1.113 Scheidsrechter: Alina Peşu |
|                                |            |         |                                                   |                                                                               |

| |                                                 |         |           |                                                                                |
| 27 februari 2024 20.00 (UTC+1)                                                                              | België                                          | 5 – 1   | Hongarije | Stadion: Den Dreef, Leuven Toeschouwers: 3.794 Scheidsrechter: Ivana Martinčić |
| 27 februari 2024 20.00 (UTC+1)                                                                              | Wullaert 44', 54' (pen.), 57' Janssens 74', 80' | Verslag | 26' Kaján | Stadion: Den Dreef, Leuven Toeschouwers: 3.794 Scheidsrechter: Ivana Martinčić |
| 27 februari 2024 20.00 (UTC+1)                                                                              |                                                 |         |           | Stadion: Den Dreef, Leuven Toeschouwers: 3.794 Scheidsrechter: Ivana Martinčić |
| 27 februari 2024 20.00 (UTC+1)                                                                              |                                                 |         |           | Stadion: Den Dreef, Leuven Toeschouwers: 3.794 Scheidsrechter: Ivana Martinčić |
| België won over twee wedstrijden met een totaalscore van 10 – 2, beide landen blijven in hun eigen divisie. |                                                 |         |           |                                                                                |

|                                |                       |         |                                                                  | |
| 23 februari 2024 13.00 (UTC+1) | Bosnië en Herzegovina | 0 – 5   | Zweden                                                           | Stadion: Trening centar Zenica - NFSBiH, Zenica Toeschouwers: 366 Scheidsrechter: Olatz Rivera Olmedo |
| 23 februari 2024 13.00 (UTC+1) |                       | Verslag | 6', 41' Janogy 76' Angeldahl 80' Hammarlund 86' (e.d.) Gvozderac | Stadion: Trening centar Zenica - NFSBiH, Zenica Toeschouwers: 366 Scheidsrechter: Olatz Rivera Olmedo |
| 23 februari 2024 13.00 (UTC+1) |                       |         |                                                                  | Stadion: Trening centar Zenica - NFSBiH, Zenica Toeschouwers: 366 Scheidsrechter: Olatz Rivera Olmedo |
| 23 februari 2024 13.00 (UTC+1) |                       |         |                                                                  | Stadion: Trening centar Zenica - NFSBiH, Zenica Toeschouwers: 366 Scheidsrechter: Olatz Rivera Olmedo |
|                                |                       |         |                                                                  | |

| |                                                                        |         |                       |                                                                                              |
| 28 februari 2024 18.30 (UTC+1)                                                                              | Zweden                                                                 | 5 – 0   | Bosnië en Herzegovina | Stadion: Olympisch Stadion, Stockholm Toeschouwers: 11.463 Scheidsrechter: Silvia Gasperotti |
| 28 februari 2024 18.30 (UTC+1)                                                                              | Vinberg 26' Blackstenius 45' Kafaji 45+1' Angeldahl 82' Hammarlund 90' | Verslag |                       | Stadion: Olympisch Stadion, Stockholm Toeschouwers: 11.463 Scheidsrechter: Silvia Gasperotti |
| 28 februari 2024 18.30 (UTC+1)                                                                              |                                                                        |         |                       | Stadion: Olympisch Stadion, Stockholm Toeschouwers: 11.463 Scheidsrechter: Silvia Gasperotti |
| 28 februari 2024 18.30 (UTC+1)                                                                              |                                                                        |         |                       | Stadion: Olympisch Stadion, Stockholm Toeschouwers: 11.463 Scheidsrechter: Silvia Gasperotti |
| Zweden won over twee wedstrijden met een totaalscore van 10 – 0, beide landen blijven in hun eigen divisie. |                                                                        |         |                       |                                                                                              |

|                                |         |         |                                                    |                                                                               |
| 23 februari 2024 18.00 (UTC+1) | Kroatië | 0 – 3   | Noorwegen                                          | Stadion: Opus Arena, Osijek Toeschouwers: 3.132 Scheidsrechter: Abigail Byrne |
| 23 februari 2024 18.00 (UTC+1) |         | Verslag | 16' Hegerberg 49' Graham Hansen 62' Bizet Ildhusøy | Stadion: Opus Arena, Osijek Toeschouwers: 3.132 Scheidsrechter: Abigail Byrne |
| 23 februari 2024 18.00 (UTC+1) |         |         |                                                    | Stadion: Opus Arena, Osijek Toeschouwers: 3.132 Scheidsrechter: Abigail Byrne |
| 23 februari 2024 18.00 (UTC+1) |         |         |                                                    | Stadion: Opus Arena, Osijek Toeschouwers: 3.132 Scheidsrechter: Abigail Byrne |
|                                |         |         |                                                    |                                                                               |

| |                                          |         |         |                                                                                         |
| 27 februari 2024 18.00 (UTC+1)                                                                                | Noorwegen                                | 5 – 0   | Kroatië | Stadion: Vikingstadion, Stavanger Toeschouwers: 5.315 Scheidsrechter: Veronika Kovářová |
| 27 februari 2024 18.00 (UTC+1)                                                                                | Terland 9' Haug 32', 40' Maanum 66', 78' | Verslag |         | Stadion: Vikingstadion, Stavanger Toeschouwers: 5.315 Scheidsrechter: Veronika Kovářová |
| 27 februari 2024 18.00 (UTC+1)                                                                                |                                          |         |         | Stadion: Vikingstadion, Stavanger Toeschouwers: 5.315 Scheidsrechter: Veronika Kovářová |
| 27 februari 2024 18.00 (UTC+1)                                                                                |                                          |         |         | Stadion: Vikingstadion, Stavanger Toeschouwers: 5.315 Scheidsrechter: Veronika Kovářová |
| Noorwegen won over twee wedstrijden met een totaalscore van 8 – 0, beide landen blijven in hun eigen divisie. |                                          |         |         |                                                                                         |

### Divisie B vs Divisie C
| Team 1     | Tot.  | Team 2        | 1e wedstr. | 2e wedstr. |
| ---------- | ----- | ------------- | ---------- | ---------- |
| Letland    | 0 – 9 | Slowakije     | 0 – 3      | 0 – 6      |
| Montenegro | 1 – 3 | Noord-Ierland | 0 – 2      | 1 – 1      |
| Bulgarije  | 0 – 7 | Oekraïne      | 0 – 4      | 0 – 3      |

#### Wedstrijden
|                                |         |         |                                                  |                                                                                   |
| 23 februari 2024 16.30 (UTC+2) | Letland | 0 – 3   | Slowakije                                        | Stadion: LNK Sporta Parks, Riga Toeschouwers: 207 Scheidsrechter: Fabienne Michel |
| 23 februari 2024 16.30 (UTC+2) |         | Verslag | 62' Škorvánková 72' Morávková 88' (pen.) Hmírová | Stadion: LNK Sporta Parks, Riga Toeschouwers: 207 Scheidsrechter: Fabienne Michel |
| 23 februari 2024 16.30 (UTC+2) |         |         |                                                  | Stadion: LNK Sporta Parks, Riga Toeschouwers: 207 Scheidsrechter: Fabienne Michel |
| 23 februari 2024 16.30 (UTC+2) |         |         |                                                  | Stadion: LNK Sporta Parks, Riga Toeschouwers: 207 Scheidsrechter: Fabienne Michel |
|                                |         |         |                                                  |                                                                                   |

| |                                                                                     |         |         |                                                                                               |
| 27 februari 2024 18.00 (UTC+1)                                                                                | Slowakije                                                                           | 6 – 0   | Letland | Stadion: Štadión Antona Malatinského, Trnava Toeschouwers: 604 Scheidsrechter: Shona Shukrula |
| 27 februari 2024 18.00 (UTC+1)                                                                                | Morávková 2' Rybanská 6' Lemešová 36' Mikolajová 83' Vredíková 87' Kaláberová 90+4' | Verslag |         | Stadion: Štadión Antona Malatinského, Trnava Toeschouwers: 604 Scheidsrechter: Shona Shukrula |
| 27 februari 2024 18.00 (UTC+1)                                                                                |                                                                                     |         |         | Stadion: Štadión Antona Malatinského, Trnava Toeschouwers: 604 Scheidsrechter: Shona Shukrula |
| 27 februari 2024 18.00 (UTC+1)                                                                                |                                                                                     |         |         | Stadion: Štadión Antona Malatinského, Trnava Toeschouwers: 604 Scheidsrechter: Shona Shukrula |
| Slowakije won over twee wedstrijden met een totaalscore van 9 – 0, beide landen blijven in hun eigen divisie. |                                                                                     |         |         |                                                                                               |

|                                |            |         |                      |                                                                                            |
| 23 februari 2024 14.00 (UTC+1) | Montenegro | 0 – 2   | Noord-Ierland        | Stadion: Pod Goricomstadion, Podgorica Toeschouwers: 187 Scheidsrechter: Michèle Schmölzer |
| 23 februari 2024 14.00 (UTC+1) |            | Verslag | 70' Wade 90+1' Vance | Stadion: Pod Goricomstadion, Podgorica Toeschouwers: 187 Scheidsrechter: Michèle Schmölzer |
| 23 februari 2024 14.00 (UTC+1) |            |         |                      | Stadion: Pod Goricomstadion, Podgorica Toeschouwers: 187 Scheidsrechter: Michèle Schmölzer |
| 23 februari 2024 14.00 (UTC+1) |            |         |                      | Stadion: Pod Goricomstadion, Podgorica Toeschouwers: 187 Scheidsrechter: Michèle Schmölzer |
|                                |            |         |                      |                                                                                            |

| |               |         |            |                                                                                      |
| 27 februari 2024 19.00 (UTC)                                                                                      | Noord-Ierland | 1 – 1   | Montenegro | Stadion: Windsor Park, Belfast Toeschouwers: 4.085 Scheidsrechter: Hristiyana Guteva |
| 27 februari 2024 19.00 (UTC)                                                                                      | Magill 73'    | Verslag | 66' Dešić  | Stadion: Windsor Park, Belfast Toeschouwers: 4.085 Scheidsrechter: Hristiyana Guteva |
| 27 februari 2024 19.00 (UTC)                                                                                      |               |         |            | Stadion: Windsor Park, Belfast Toeschouwers: 4.085 Scheidsrechter: Hristiyana Guteva |
| 27 februari 2024 19.00 (UTC)                                                                                      |               |         |            | Stadion: Windsor Park, Belfast Toeschouwers: 4.085 Scheidsrechter: Hristiyana Guteva |
| Noord-Ierland won over twee wedstrijden met een totaalscore van 3 – 1, beide landen blijven in hun eigen divisie. |               |         |            |                                                                                      |

|                                |           |         |                                                          |                                                                                |
| 23 februari 2024 16.00 (UTC+2) | Bulgarije | 0 – 4   | Oekraïne                                                 | Stadion: Arena Arda, Kardzjali Toeschouwers: 459 Scheidsrechter: Minka Vekkeli |
| 23 februari 2024 16.00 (UTC+2) |           | Verslag | 6' Kravtsjoek 24' Androechiv 82' Hloesjtsjenko 90' Kotyk | Stadion: Arena Arda, Kardzjali Toeschouwers: 459 Scheidsrechter: Minka Vekkeli |
| 23 februari 2024 16.00 (UTC+2) |           |         |                                                          | Stadion: Arena Arda, Kardzjali Toeschouwers: 459 Scheidsrechter: Minka Vekkeli |
| 23 februari 2024 16.00 (UTC+2) |           |         |                                                          | Stadion: Arena Arda, Kardzjali Toeschouwers: 459 Scheidsrechter: Minka Vekkeli |
|                                |           |         |                                                          |                                                                                |

| |                                              |         |           | |
| 27 februari 2024 16.00 (UTC+3)                                                                               | Oekraïne                                     | 3 – 0   | Bulgarije | Stadion: Sportcomplex Mardan, Antalya (Turkije) Toeschouwers: 100 Scheidsrechter: Zuzana Valentová |
| 27 februari 2024 16.00 (UTC+3)                                                                               | Ovditsjoek 15' Hloesjtsjenko 18' Sjmatko 81' | Verslag |           | Stadion: Sportcomplex Mardan, Antalya (Turkije) Toeschouwers: 100 Scheidsrechter: Zuzana Valentová |
| 27 februari 2024 16.00 (UTC+3)                                                                               |                                              |         |           | Stadion: Sportcomplex Mardan, Antalya (Turkije) Toeschouwers: 100 Scheidsrechter: Zuzana Valentová |
| 27 februari 2024 16.00 (UTC+3)                                                                               |                                              |         |           | Stadion: Sportcomplex Mardan, Antalya (Turkije) Toeschouwers: 100 Scheidsrechter: Zuzana Valentová |
| Oekraïne won over twee wedstrijden met een totaalscore van 7 – 0, beide landen blijven in hun eigen divisie. |                                              |         |           | |

## Eindstand
De eindrangschikking van alle landen en divisies werd samengevoegd tot een algehele eindrangschikking, welke beslissingscriteria werd gebruikt voor de loting voor het kwalificatietoernooi voor het Europees kampioenschap voetbal vrouwen 2025.
| Pos    | Team        | Wed | Ptn |
| ------ | ----------- | --- | --- |
| Goud   | Spanje      | 6   | 15  |
| Zilver | Frankrijk   | 6   | 16  |
| Brons  | Duitsland   | 6   | 13  |
| 4      | Nederland   | 6   | 12  |
|        |             |     |     |
| 5      | Engeland    | 6   | 12  |
| 6      | Denemarken  | 6   | 12  |
| 7      | Italië      | 6   | 10  |
| 8      | Oostenrijk  | 6   | 10  |
|        |             |     |     |
| 9      | IJsland     | 6   | 9   |
| 10     | België      | 6   | 8   |
| 11     | Zweden      | 6   | 7   |
| 12     | Noorwegen   | 6   | 5   |
|        |             |     |     |
| 13     | Portugal    | 6   | 3   |
| 14     | Zwitserland | 6   | 3   |
| 15     | Schotland   | 6   | 2   |
| 16     | Wales       | 6   | 1   |

| Pos | Team                  | Wed | Ptn |
| --- | --------------------- | --- | --- |
| 17  | Ierland               | 6   | 18  |
| 18  | Finland               | 6   | 16  |
| 19  | Polen                 | 6   | 16  |
| 20  | Tsjechië              | 6   | 13  |
|     |                       |     |     |
| 21  | Bosnië en Herzegovina | 6   | 11  |
| 22  | Servië                | 6   | 10  |
| 23  | Kroatië               | 6   | 9   |
| 24  | Hongarije             | 6   | 8   |
|     |                       |     |     |
| 25  | Slowakije             | 6   | 8   |
| 26  | Noord-Ierland         | 6   | 7   |
| 27  | Oekraïne              | 6   | 6   |
| 28  | Slovenië              | 6   | 6   |
|     |                       |     |     |
| 29  | Griekenland           | 6   | 3   |
| 30  | Wit-Rusland           | 6   | 2   |
| 31  | Roemenië              | 6   | 1   |
| 32  | Albanië               | 6   | 1   |

| Pos | Team            | Wed | Ptn |
| --- | --------------- | --- | --- |
| 33  | Turkije         | 4   | 12  |
| 34  | Malta           | 4   | 12  |
| 35  | Israël          | 4   | 10  |
| 36  | Kosovo          | 4   | 10  |
| 37  | Azerbeidzjan    | 4   | 10  |
|     |                 |     |     |
| 38  | Letland         | 4   | 6   |
| 39  | Montenegro      | 4   | 6   |
| 40  | Bulgarije       | 4   | 5   |
| 41  | Estland         | 4   | 4   |
| 42  | Litouwen        | 4   | 1   |
|     |                 |     |     |
| 43  | Luxemburg       | 4   | 4   |
| 44  | Kazachstan      | 4   | 2   |
| 45  | Noord-Macedonië | 4   | 1   |
| 46  | Cyprus          | 4   | 1   |
| 47  | Andorra         | 4   | 0   |
|     |                 |     |     |
| 48  | Georgië         | 6   | 5   |
| 49  | Moldavië        | 6   | 3   |
| 50  | Faeröer         | 6   | 0   |
| 51  | Armenië         | 6   | 0   |

1. ↑  Omdat in divisie C de groepen geen gelijke aantallen hadden, werden de resultaten van de nummers vier niet meegeteld bij de rangschikking van de nummers een tot drie.

## Doelpuntenmakers
9 doelpunten
- Sharon Beck

8 doelpunten
- Haley Bugeja

7 doelpunten
- Tessa Wullaert

6 doelpunten
- Lisette Tammik
- Karlīna Miksone
- Lineth Beerensteyn

5 doelpunten
- Klara Bühl
- Kyra Carusa
- Katie McCabe
- Armisa Kuč
- Ewa Pajor
- Athenea del Castillo
- Birgül Sadikoğlu

4 doelpunten
- Amalie Vangsgaard
- Giulia Gwinn
- Lea Schüller
- Linda Sällström
- Olga Ševcova
- Simone Magill
- Ada Hegerberg
- Patrícia Hmírová

3 doelpunten
- Milena Nikolić
- Pernille Harder
- Lucy Bronze
- Lauren Hemp
- Emma Treiberg
- Eveliina Summanen
- Henrietta Csiszár
- Erëleta Memeti
- Anastasija Poļuhoviča
- Slađana Bulatović
- Sophie Román Haug
- Frida Maanum
- Eileen Campbell
- Jovana Damnjanović
- Mária Mikolajová
- Tamara Morávková
- Aitana Bonmatí
- Mariona Caldentey
- Kamila Dubcová

2 doelpunten
- Mana Mollajeva
- Nazlıcan Parlak
- Marie Detruyer
- Jill Janssens
- Sari Kees
- Maja Jelčić
- Antri Violari
- Lauren James
- Fran Kirby
- Katariina Kosola
- Grace Geyoro
- Wendie Renard
- Eleni Markou
- Zsanett Kaján
- Lilla Turányi
- Dóra Zeller
- Caitlin Hayes
- Denise O'Sullivan
- Lucy Quinn
- Eden Avital
- Noa Selimhodzic
- Arianna Caruso
- Valentina Giacinti
- Joelia Mjasnikova
- Donjeta Halilaj
- Valentina Metaj
- Ivana Rudelić
- Diāna Suvitra
- Emilija Giržutaitė
- Joana Lourenco Magalhães
- Amy Thompson
- Maria Farrugia
- Jasna Đoković
- Jelena Vujadinović
- Esmee Brugts
- Damaris Egurrola
- Danielle Maxwell
- Lauren Wade
- Karina Sævik
- Elisabeth Terland
- Inna Hloesjtsjenko
- Olha Ovditsjoek
- Ljoebov Sjmatko
- Natalia Padilla
- Carole Costa
- Miljana Ivanović
- Allegra Poljak
- Zala Kuštrin
- Diana Lemešová
- Jennifer Hermoso
- Maite Oroz
- Alèxia Putellas
- Klára Cahynová
- Franny Černá
- Gülbin Hız
- Yağmur Uraz
- Jessica Fishlock
- Anastasia Linnik
- Filippa Angeldahl
- Magdalena Eriksson
- Stina Blackstenius
- Madelen Janogy
- Pauline Hammarlund

1 doelpunt
- Megi Doçi
- Qendresa Krasniqi
- Sonia Del Barco
- Marina Fernández
- Veronika Asatryan
- Anna Dallakyan
- Ani Ghukasyan
- Oksanna Pizlova
- Ayshan Ahmadova
- Kristina Bakarandze
- Sevinj Jafarzade
- Diana Mammadova
- Nigar Mirzaliyeva
- Jassina Blom
- Laura De Neve
- Kassandra Missipo
- Justine Vanhaevermaet
- Minela Gačanica
- Andrea Gavrić
- Alma Krajnić
- Dimitra Ivanova
- Polina Rasina
- Yoana Stankova
- Leonora Zjeleva
- Elena Aristodimou
- Sofie Bredgaard
- Frederikke Thøgersen
- Sanne Troelsgaard
- Nicole Anyomi
- Marina Hegering
- Alexandra Popp
- Alex Greenwood
- Beth Mead
- Alessia Russo
- Georgia Stanway
- Kristina Bannikova
- Kairi Himanen
- Ella Toone
- Sunniva Dal Christiansen
- Sanni Franssi
- Anni Hartikainen
- Emma Koivisto
- Ria Öling
- Emma Peuhkurinen
- Elli Pikkujämsä
- Jutta Rantala
- Oona Sevenius
- Selma Bacha
- Kadidiatou Diani
- Amandine Henry
- Sakina Karchaoui
- Marie-Antoinette Katoto
- Eugénie Le Sommer
- Teona Bakradze
- Ana Tsjeminava
- Natia Danelia
- Nino Pasikasjvili
- Chatia Ttsjkonia
- Anastasia Spyridonidou
- Evelin Fenyvesi
- Hanna Németh
- Dóra Süle
- Viktória Szabó
- Lily Agg
- Heather Payne
- Louise Quinn
- Hlín Eiríksdóttir
- Sveindís Jane Jónsdóttir
- Bryndís Arna Níelsdóttir
- Glódís Perla Viggósdóttir
- Karólína Lea Vilhjálmsdóttir
- Diljá Ýr Zomers
- Maria Almasri
- Marian Awad
- Shira Elinav
- Vital Kats
- Meytal Sharabi
- Rahel Shtainshnaider
- Talia Sommer
- Michela Cambiaghi
- Manuela Giugliano
- Elena Linari
- Cecilia Salvai
- Aida Gaistenova
- Kamila Kūlmağambetova
- Arailym Orynbassarova
- Asselchan Toerlybekova
- Kaltrina Biqkaj
- Valentina Limani
- Modesta Uka
- Jelena Dordić
- Ružica Krajinović
- Petra Pezelj
- Sandra Voitāne
- Viktorija Zaičikova
- Monika Grikšaitė
- Liucija Vaitukaitytė
- Marta Estévez García
- Andreia Machado
- Rachel Cuschieri
- Stefania Farrugia
- Kailey Willis
- Veronica Cojuhari
- Nadejda Colesnicenco
- Felicia Guțu
- Irina Topal
- Medina Dešić
- Maja Šaranović
- Daniëlle van de Donk
- Renate Jansen
- Lieke Martens
- Jill Roord
- Kerry Beattie
- Megan Bell
- Caragh Hamilton
- Demi Vance
- Olivera Cokleska
- Ulza Maksuti
- Gentjana Rochi
- Celin Bizet Ildhusøy
- Caroline Graham Hansen
- Marit Bratberg Lund
- Veronika Androechiv
- Daryna Apanasjtsjenko
- Viktoria Hiryn
- Jana Kalinina
- Jana Kotyk
- Roksolana Kravtsjoek
- Barbara Dunst
- Viktoria Pinther
- Katharina Schiechtl
- Adriana Achcińska
- Kinga Kozak
- Tanja Pawollek
- Ana Capeta
- Andreia Jacinto
- Tatiana Pinto
- Cristina Carp
- Erin Cuthbert
- Kirsty Hanson
- Sophie Howard
- Dina Blagojević
- Jelena Čanković
- Nevena Damjanović
- Tijana Filipović
- Milica Mijatović
- Mateja Zver
- Victoria Kaláberová
- Nikola Rybanská
- Dominika Škorvánková
- Katarína Vredíková
- Ona Batlle
- Fiamma Benítez
- Inmaculada Gabarro
- Lucía García
- Esther González
- Oihane Hernández
- María Méndez
- Eva Navarro
- Salma Paralluelo
- Kateřina Kotrčová
- Aneta Pochmanová
- Andrea Stašková
- Meryem Cennet Çal
- Miray Cin
- İlayda Civelek
- Arzu Karabulut
- Ebru Topçu
- Ece Türkoğlu
- Ceri Holland
- Elise Hughes
- Viktoryia Valjoek
- Kosovare Asllani
- Lina Hurtig
- Rosa Kafaji
- Johanna Rytting Kaneryd
- Linda Sembrant
- Maltida Vinberg
- Julia Zigiotti Olme
- Ana-Maria Crnogorčević
- Alayah Pilgrim

1 eigen doelpunt
- Marine Karapetyan (tegen Israël)
- Jelena Gvozderac (tegen Zweden)
- Sunniva Dal Christiansen (tegen Montenegro)
- Henrietta Csiszár (tegen Ierland)
- Angelina Portnova (tegen Armenië)
- Maria Kunštek (tegen Finland)
- Vestina Neverdauskaitė (tegen Turkije)
- Maren Mjelde (tegen Portugal)
- Catarina Amado (tegen Noorwegen)
- Anđela Frajtović (tegen Polen)
- Hayley Ladd (tegen IJsland)
- Rhiannon Roberts (tegen Duitsland)
- Ksenia Koebietsjna (tegen Slovenië)